# Зеленоградський район
Зеленоградський район (рос. Зеленоградский район) — адміністративна одиниця Калінінградської області Російської Федерації.
Адміністративний центр — місто Зеленоградськ.

## Адміністративний поділ
До складу району входять одне міське та 4 сільських поселення:
1. Ковровське сільське поселення (8 412 ос.),
2. Переславське сільське поселення (6 301 ос.),
3. сільське поселення Курська коса (1 546 ос.),
4. Красноторовське сільське поселення (3 223 ос.),
5. Зеленоградське міське поселення (12 900 ос.).